# Nagybarcsa

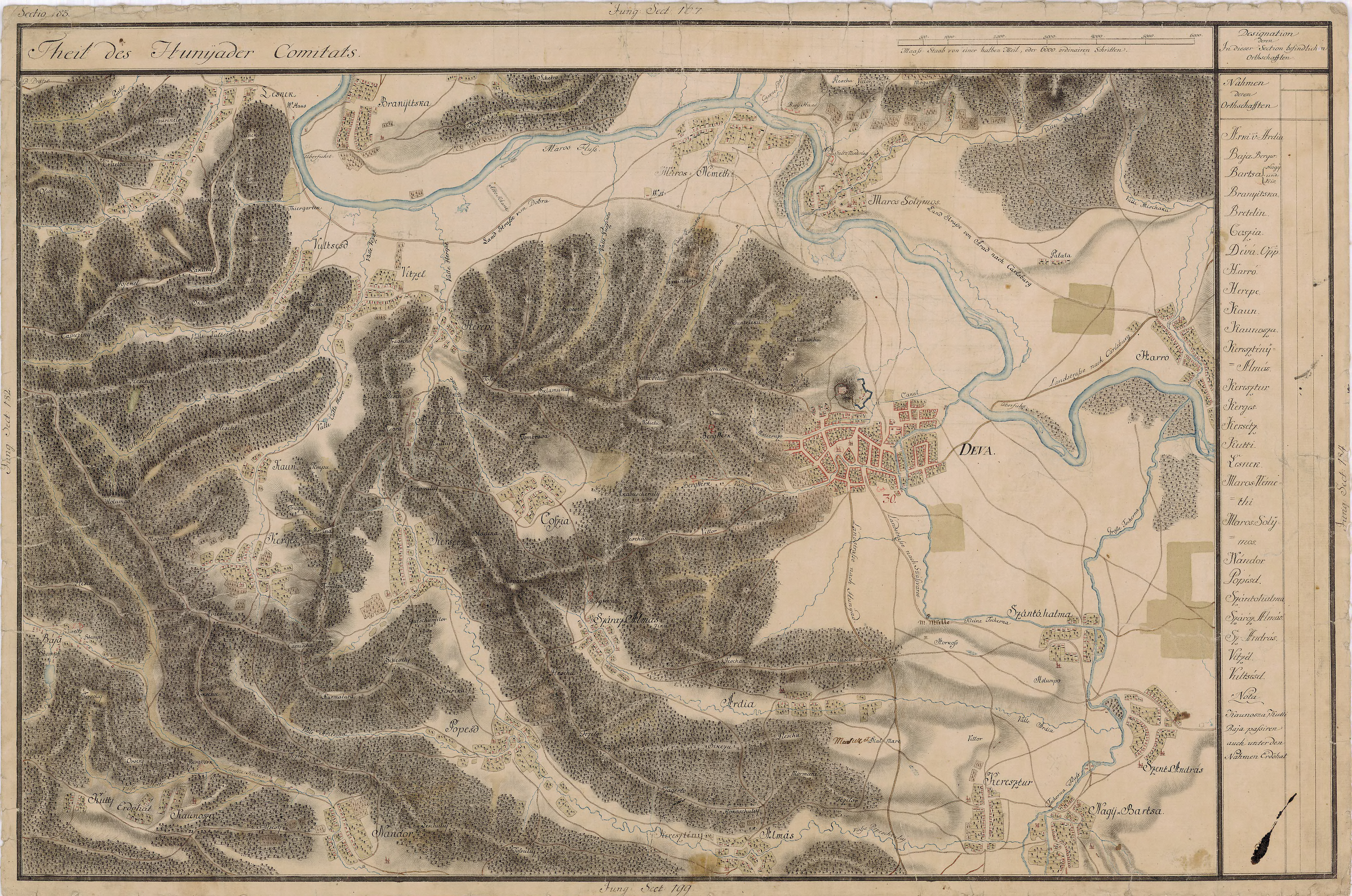
Nagybarcsa környéke 1769-1773 között

Nagybarcsa (románul: Bârcea Mare) falu Romániában, Erdélyben, Hunyad megyében.

## Fekvése
A Cserna jobb partján, Vajdahunyadtól északkeletre, Dévától délkeletre, Szentandrás és Kisbarcsa közt fekszik.

## Nevének eredete
Neve személynévi eredetű, amely Kiss Lajos szerint összefügghet a Barcs nevének alapjául szolgáló személynévvel. 1315-ben említették először az oklevelek Barcha néven, előtagja 1733-ban jelent meg (Nagy Bartsa).

## Lakossága
- 1785-ben 331 lakója volt. Ugyanazon évben a vármegye 42, az ortodox főesperesség 83 ortodox családfőt írt össze, a rákövetkező évben a görögkatolikusok pedig négy hívőt vettek számba a faluban.[2]
- 1850-ben 232 lakosából 202 volt román, 16 magyar és 14 cigány nemzetiségű; 216 ortodox, 12 református és 4 római katolikus vallású.
- 1910-ben 363 lakosa volt, ebből 243 román és 118 magyar anyanyelvű; 212 görögkatolikus, 66 református, 43 római katolikus, 32 ortodox és 9 zsidó vallású.
- 2002-ben 413 lakosából 388 volt román, 12 cigány és 7 német nemzetiségű; 383 ortodox és 19 pünkösdista vallású.

## Története
Elsőként 1315-ben Ivánka fia Andrástól származó Sumurakusnak és fiainak, Oláhárkos (elpusztult falu Alsócsóra határában) birtokosainak származási helyeként találkozunk a faluval. 1380-ban a Pest megyei, Smaragd nemzetségbeli Ajnárdfi Zsámbokiak öröklött jogon birtokosok voltak a Hunyad megyei Arany, Tamáspataka és Tóti faluban, és valószínű, hogy a Sumurakus (~ Smaragd) nevet viselő Barcsaiak velük egy eredetűek. A család később a falu nevét nemesi előnévként vette föl és származási helyeként tartotta számon.
1382 és 1520 között itt működött Hunyad vármegye ítélőszéke. 1509-ben plébániája volt. Az újkor elején jelentős kisnemesi közössége lehetett. A Barcsay család által fenntartott udvari református lelkészségének 1634 körül Kisbarcsán köznépi tagjai is voltak. A gyülekezet 1690 körültől már csak leányegyházként szerepel. Görögkatolikus egyházközsége 1824-ben létesült, és 1923-ig filiaként az itteni pap gondozta a dévai görögkatolikus híveket is.
A szocializmus alatt lakói nagyrészt a vajdahunyadi kombinátban dolgoztak. 1971 óta a település határában börtön működik.